# Aurillac Handball Cantal Auvergne
El Aurillac HB es un equipo de balonmano de la localidad francesa de Aurillac. Actualmente milita en Tercera División de Francia.